# Запис дуд код месне заједнице (Балајнац)
Запис дуд код месне заједнице (Балајнац) се налази на парцели чији је власник општина Деспотовац.

## Локација
| Општина             | Деспотовац                                                                  |
| Катастарска општина | Балајнац                                                                    |
| Потес               | Село                                                                        |
| Координате          | 44° 05′ 22″ С; 21° 21′ 50″ И / 44.089399999999998° С; 21.363900000000001° И |
| Надморска висина    | 244m                                                                        |

## Карактеристике
Дендрометријске вредности утврђене на терену и сателитским снимцима:
| Стабло                     | Дуд |
| Висина стабла              | m   |
| Обим дебла                 | m   |
| Пречник крошње             | 9m  |
| Пречник дебла              | m   |
| Висина дебла до прве гране | m   |

## База записа
Запис је у оквиру Викимедија пројекта "Запис - Свето дрво" заведен под редним бројем 0639.